# Scelio travancoricus
Scelio travancoricus är en stekelart som beskrevs av Durgadas Mukerjee 1979. Scelio travancoricus ingår i släktet Scelio och familjen Scelionidae. Inga underarter finns listade i Catalogue of Life.